# WrestleMania X
WrestleMania X – dziesiąta gala wrestlingu z cyklu WrestleMania, wyprodukowana przez federację World Wrestling Federation. Odbyła się 20 marca 1994 w Madison Square Garden w Nowym Jorku. Nadawana była na żywo w systemie pay-per-view oraz na zamkniętych pokazach.
Na kartę wydarzenia składało się dziesięć walk, z czego jedna nie została wyemitowana (był to tzw. dark match). W centrum uwagi znalazło się WWF World Heavyweight Championship, które podczas gali bronione było dwukrotnie przez Yokozunę. W pierwszej walce pretendent Lex Luger został zdyskwalifikowany. W walce wieczoru Bret Hart pokonał Yokozunę, zdobywając mistrzostwo.
WrestleMania X była pierwszą galą cyklu zorganizowaną bez udziału Hulka Hogana, uważanego do tej pory za największą gwiazdę federacji. Podczas gali swój ostatni transmitowany występ dla WWF odbył Randy Savage.
Gala spotkała się z pozytywnymi opiniami krytyków. Najczęściej pochwałom podlegały walka Breta Harta z Owenem Hartem oraz Ladder match o WWF Intercontinental Championship Razora Ramona i Shawna Michaelsa. Drugie z wymienionych starć otrzymało maksymalne pięć gwiazdek magazynu Wrestling Observer Dave’a Meltzera, jak również miano Najlepszej Walki roku 1994.

## Produkcja

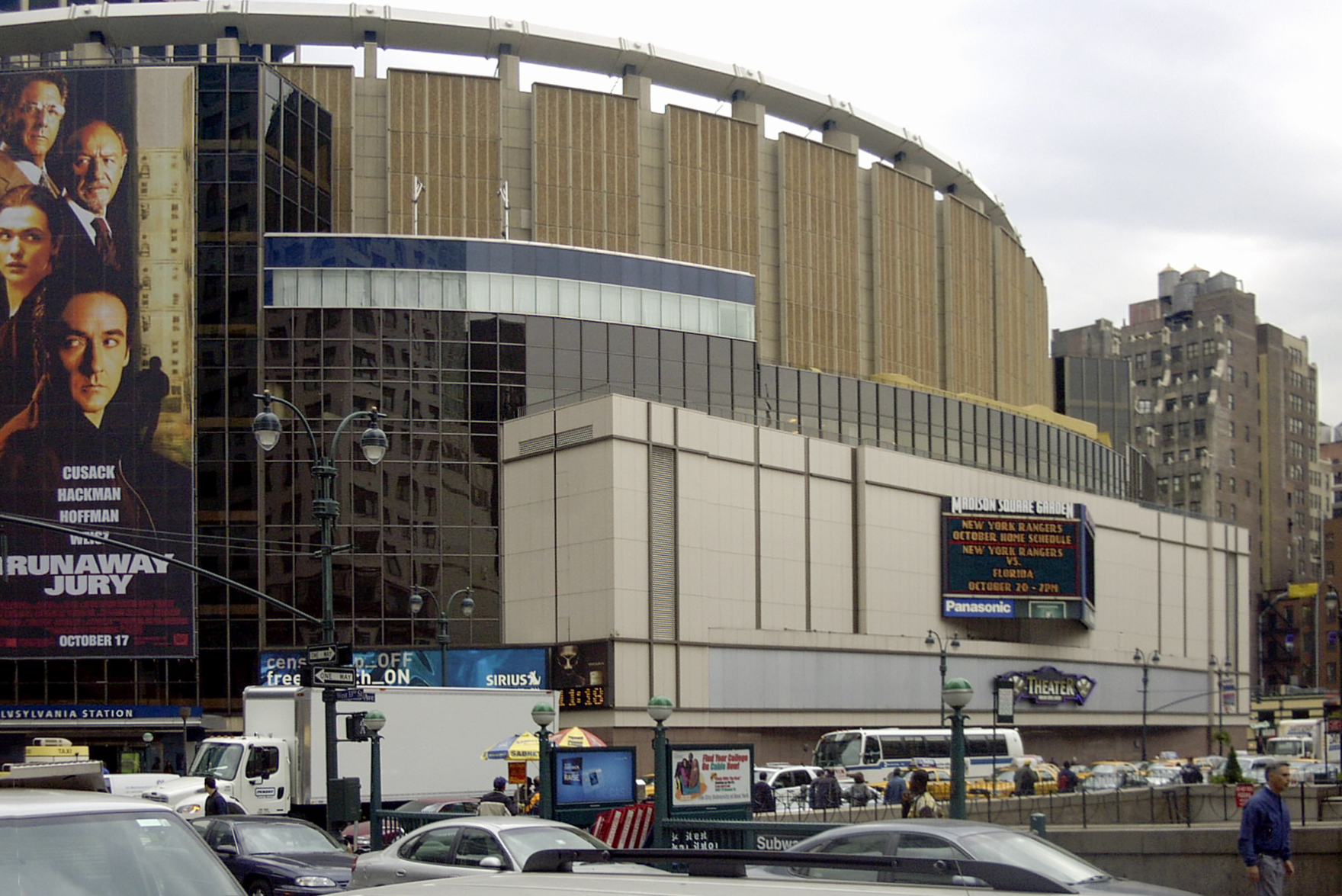
Madison Square Garden gościło zarówno WrestleManię I, jak i jubileuszową WrestleManię X

### Przygotowania
Cykl WrestleMania rozpoczął się wraz z pierwszą galą, 31 marca 1985. WrestleMania X miała być dziesiątym, jubileuszowym wydarzeniem z cyklu. W celu uczczenia okrągłej rocznicy, WWF zadecydowało o zorganizowaniu gali w nowojorskim Madison Square Garden, gdzie odbyła się WrestleMania I. Bilety na wydarzenie szybko zostały wyprzedane, dlatego WWF zorganizowało ekskluzywny pokaz gali w Paramount Theatre dla fanów, którzy nie mogli już zakupić miejsc w Madison Square Garden. W arenie zorganizowano też konwent WrestleMania X FanFest, będący odpowiednikiem późniejszych WrestleMania Axxess. W promocji gali pomagał udział celebrytów, m.in. Little Richarda, Jennie Garth, Rhondy Shear, Donniego Wahlberga czy Burta Reynoldsa.
WrestleMania X była pierwszą galą z cyklu organizowaną bez udziału Hulka Hogana, który opuścił WWF w 1993 roku. W czasie produkcji i przygotowań do wydarzenia federacja przechodziła zmiany w rosterze, które zapoczątkowały tzw. New Generation Erę (pl. Erę Nowego Pokolenia). Z powodu kontuzji z występów musieli zrezygnować Ludvig Borga i The Undertaker.
WrestleMania X oferowała walki profesjonalnego wrestlingu z udziałem różnych wrestlerów z zaplanowanych przez bookerów rywalizacji i storyline’ów. Wrestlerzy byli przedstawieni jako heele (negatywni, źli zawodnicy i najczęściej wrogowie publiki) i face’owie (pozytywni, dobrzy i najczęściej ulubieńcy publiki), którzy rywalizują pomiędzy sobą w seriach walk mających w budować napięcie. Punktem kulminacyjnym rywalizacji są walki na galach pay-per-view lub serie pojedynków.

### Rywalizacje

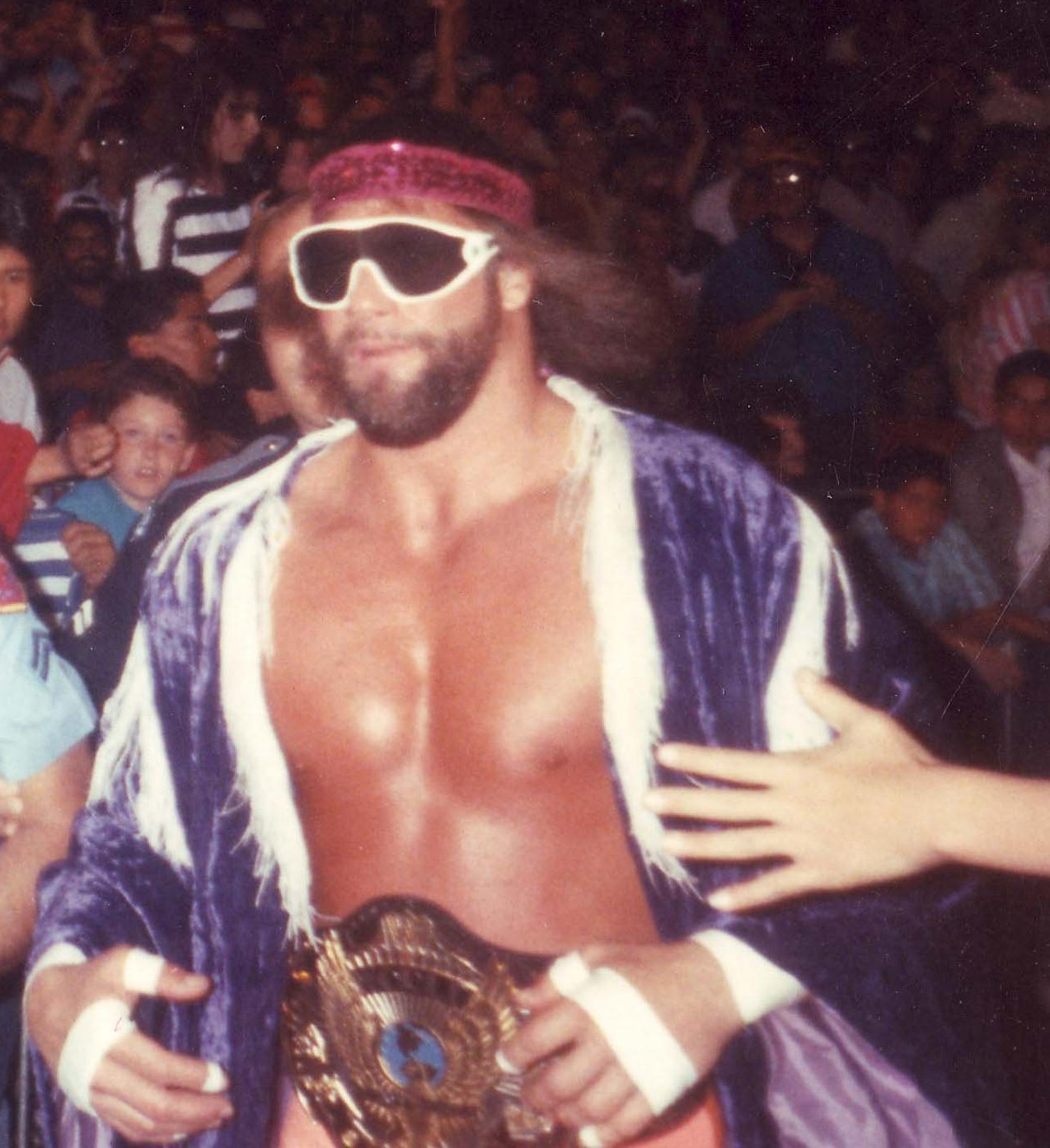
„Macho Man” Randy Savage i Crush rywalizowali ze sobą od października 1993

#### „Macho Man” Randy Savage vs. Crush
Rywalizacja „Macho Mana” Randy’ego Savage’a z Crushem toczyła się wokół zniszczonej przyjaźni zawodników. 12 lipca 1993, na Monday Night Raw, Crush zmierzył się z Yokozuną o WWF World Heavyweight Championship; mistrz wygrał starcie po wykonaniu Banzai Dropu. Po zakończeniu walki Yokozuna kontynuował atak na przeciwniku, dopóki reszta rosteru WWF, i ostatecznie Randy Savage, nie przybiegła Crushowi na ratunek. Po incydencie Crush nie pojawił się w programach telewizyjnych WWF aż do 18 października 1993, kiedy wygłosił promo u boku Yokozuny i Mr. Fujiego. W przemówieniu skrytykował Savage’a, twierdząc, że jako przyjaciel Randy powinien był szybciej przybiec z pomocą. Po ogłoszeniu, że odwraca się od Savage’a i całych Stanów Zjednoczonych, Crush z pomocą Yokozuny zaatakował Macho Mana; bójkę między wrestlerami przerwała dopiero interwencja sędziów. 8 listopada, podczas Raw, Savage opuścił stolik komentatorski tylko po to, by zaatakować rywala. Tydzień później został zawieszony przez Prezesa WWF Jacka Tunneya. Rywalizacja nasiliła się podczas Survivor Series, kiedy Savage i Crush zaczęli interweniować w swoje walki, doprowadzając do eliminacji z Surivior Series matchów, w których uczestniczyli. Spór kontynuowany był przez kolejne miesiące, a w lutym 1994 ogłoszono, że zawodnicy zmierzą się ze sobą w Falls Count Anywhere matchu.

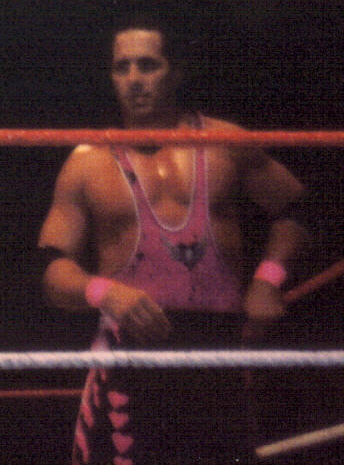
Bret Hart miał zawalczyć na WrestleManii w dwóch walkach: przeciwko bratu Owenowi oraz mistrzowi WWF Yokozunie

#### Bret Hart vs. Owen Hart
Rywalizacja między Bretem a Owenem Hartami rozpoczęła się na Survivor Series w listopadzie 1993. Bracia walczyli po tej samej stronie podczas Survivor Series matchu; podczas walki Bret przypadkowo doprowadził do eliminacji brata. Po zakończeniu starcia Owen skonfrontował się z Bretem, a w kolejnych tygodniach domagał się pojedynku; Bret jednak nie zgadzał się na walkę. Storyline doprowadził do zejścia się braci w starciu drużynowym przeciwko The Quebecers na Royal Rumble. Jednakże, podczas tej walki Bret doznał kontuzji, co zmusiło sędziego do przedwczesnego zakończenia starcia. Wściekły Owen zaatakował brata, przechodząc heel turn i wznawiając rywalizację.

#### Razor Ramon vs. Shawn Michaels
Feud między Razorem Ramonem a Shawnem Michaelsem rozpoczął się jesienią 1993. Jack Tunney ogłosił wówczas, że zawiesza WWF Intercontinental Championship, ponieważ Shawn Michaels bronił mistrzostwa zbyt rzadko. Ramon zdobył tytuł wygrywając Battle Royal podczas Raw z 4 października 1993. Michaels jednakże wciąż uznawał siebie za mistrza, ignorując wygraną Ramona i pojawiając się na galach WWF z repliką pasa mistrzowskiego. W ramach zemsty, Michaels zainterweniował w walkę Ramona z Irwinem R. Schysterem na Royal Rumble, niemal doprowadzając do utraty tytułu przez rywala.

#### Rywalizacja o WWF World Heavyweight Championship
Spory o WWF World Heavyweight Championship obejmowały trzech zawodników: mistrza Yokozunę oraz pretendentów Lexa Lugera i Breta Harta. Rywalizacja między Lugerem a Yokozuną rozpoczęła się już w lipcu 1993. Menedżer Yokozuny, Mr. Fuji, rzucił wyzwanie wykonania bodyslamu na ważącym niemal 300 kg Yokozunie. Próby miały odbywać się 4 lipca 1993, podczas „Yokozuna Bodyslam Challenge’u” na pokładzie lotniskowca USS Intrepid. Jedynym sportowcem, któremu udało się podnieść Yokozunę okazał się Luger. Zawodnicy zmierzyli się w pojedynku wrestlerskim na SummerSlam; Luger wygrał walkę przez wyliczenie pozaringowe, przez co nie zdobył mistrzostwa.
Aby zdobyć szansę walki rewanżowej z Yokozuną, Luger wziął udział w Royal Rumble matchu na gali Royal Rumble w styczniu 1994. W wygraniu walki przeszkodzić mu mieli zatrudnieni przez Mr. Fujiego The Great Kabuki i Genichiro Tenryu, jednak ich próby wyeliminowania Lugera zakończyły się porażką. Ostatnimi dwoma zawodnikami przetrwałymi w walce zostali Luger oraz Bret Hart. Starcie zakończyło się w kontrowersyjny sposób – zawodnicy wyeliminowali się nawzajem w tym samym momencie, stając się współzwycięzcami Royal Rumble. Jack Tunney ogłosił, że obaj zawodnicy otrzymają szansę zdobycia WWF World Heavyweight Championship na WrestleManii, lecz będą musieli też wziąć udział w jeszcze jednej walce podczas gali. 31 stycznia 1994 dokonano rzutu monetą, który miał rozstrzygnąć który z wrestlerów zawalczy z Yokozuną pierwszy. Rzut monetą wygrał Luger, Hart natomiast miał zmierzyć się w walce wieczoru WrestleManii ze zwycięzcą pojedynku Luger-Yokozuna.

## Przebieg gali

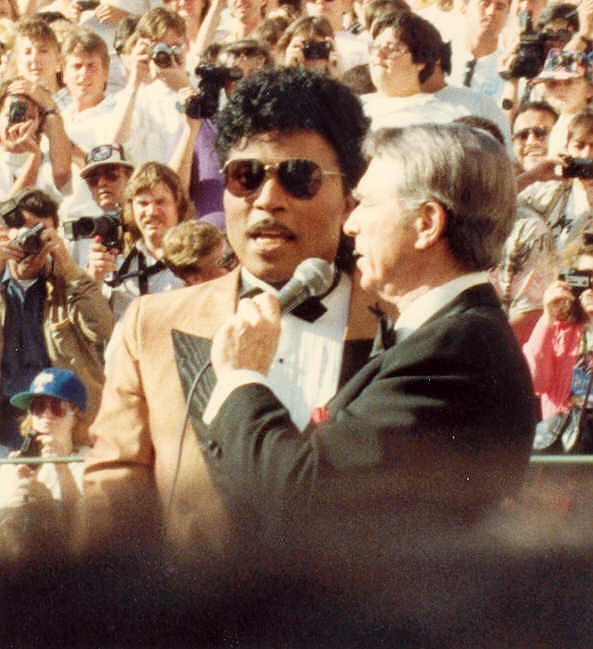
Little Richard rozpoczął WrestleManię tradycyjnym wykonaniem „America the Beautiful”.

WrestleManię X komentowali Vince McMahon i powracający do WWF Jerry Lawler. Wywiady zza kulis przeprowadzał Todd Pettengill, natomiast obowiązki konferansjerskie pełnili Howard Finkel i Bill Dunn. Przed galą odbyło się półgodzinne Countdown Show (odpowiednik późniejszych paneli pre-show), prowadzili je Todd Pettengill i Johnny Polo. Na widowni gali pojawił się aktor-parodysta, udający prezydenta Billa Clintona.
Przed rozpoczęciem transmisji pay-per-view fani zgromadzeni na widowni mogli zobaczyć starcie drużynowe między The Heavenly Bodies (Jimmym Del Rayem i Tomem Prichardem) a The Bushwhackers (Butchem i Lukiem); zwycięzcami okazali się ci pierwsi. Fragmenty walki pokazywane były podczas Countdown Show.

### Główne show
Wedle tradycji WrestleManię rozpoczęła pieśń „America the Beautiful”, tym razem w wykonaniu Little Richarda i chóru gospel.
Openerem gali było starcie między Owenem a Bretem Hartami. Starcie rozpoczęło się wyrównanym pokazem technicznego wrestlingu; Owen próbował sprowokować brata, policzkując go i wycofując się z walki, lecz starszy z braci nie dał się wytrącić z równowagi. Ostatecznie to Owen zdobył przewagę, wykorzystując camel clutch, supleksy oraz piledriver. Bret wyrównał spotkanie, po czym spróbował wyskoczyć ponad górną liną na stojącego poza ringiem przeciwnika; lądując upadł na kolano i odniósł kontuzję. Owen wykorzystał słabość rywala, wykonując figure-four leglock oraz Sharpshooter. Bret skontrował dźwignię, po czym wykonał własny Sharpshooter. Po akcji w narożniku próbował przypiąć Owena z zaskoczenia, lecz młodszy Hart zablokował ruch i sam przypiął brata.
Sy Sperling, prezes Hair Club for Men, firmy fryzjerskiej zajmującej się przeszczepami włosów dla mężczyzn, pojawił się w ringu przed rozpoczęciem kolejnej walki. Przedstawił fanom swojego najnowszego klienta, konferansjera Howarda Finkela; Finkel wszedł do ringu w tupecie i ogłosił uczestników kolejnego starcia. Bam Bam Bigelow i Luna Vachon zmierzyli się z klaunami Dinkiem i Doinkiem. Według zasad, przeciwko Doinkowi mógł walczyć tylko Bigelow, a przeciwko Dinkowi – wyłącznie Luna Vachon. Walkę rozpoczęli Bigelow i Doink, wkrótce jednak klaun zmienił się z partnerem. Po kilku nieudanych próbach, Vachon w końcu udało się złapać Dinka; kopnęła karła i zamierzała wykonać na nim moonsault, lecz Dink w porę uniknął ataku. Nastąpiła kolejna zmiana partnerów, Doink wykonał DDT na Bigelowie, lecz ten wkrótce odzyskał przewagę. Zaatakował diving headbuttem i przypiął klauna. Po zakończeniu walki Bigelow i Vachon zaatakowali Dinka.

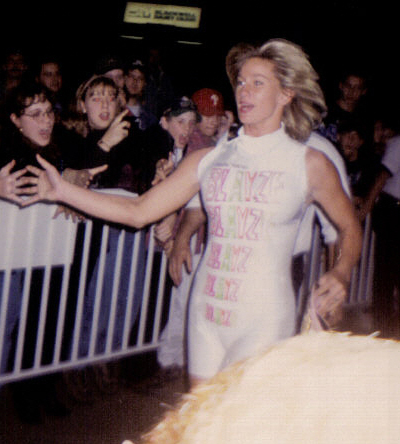
Alundra Blayze broniła mistrzostwa kobiet w starciu z Leilani Kai

Kolejnym starciem był Falls Count Anywhere match między Randym Savage’em a Crushem. Według ustalonych zasad, przypięty na zewnątrz wrestler musiał znaleźć się z powrotem w ringu w przeciągu 60 sekund, w przeciwnym razie przegrałby walkę. Savage próbował zaatakować Crusha przed rozpoczęciem walki, ten jednak uniknął ataku. W trakcie pojedynku Crush kontuzjował przeciwnika, a następnie rzucił nim w barykadę i zdobył pierwszy pinfall. W drodze do ringu Savage został zaatakowany przez Mr. Fujiego, lecz zdołał powrócić do kwadratowego pierścienia na czas. Crush chciał rzucić solą w oczy przeciwnika, lecz Savage skontrował atak i sam użył soli we własnym ataku. „Macho Man” wykonał diving elbow drop i wyrzucił przeciwnika poza liny. Crush zdołał wrócić do ringu dzięki pomocy swojego menedżera. Savage i Crush zaczęli walczyć na zewnątrz, ostatecznie przenosząc bójkę na zaplecze. Savage zdobył przypięcie, a następnie przywiązał nogi oponenta do krążka linowego. Zawieszony do góry nogami Crush nie mógł wrócić do ringu, zwycięzcą walki został więc Randy Savage.
Alundra Blayze broniła WWF Women’s Championship w pojedynku przeciwko Leilani Kai. Blayze rozpoczęła starcie leg sweepem i dwoma sunset flipami; Kai odpowiedziała powerslamem i supleksem. Po trzech minutach walki Blayze przypięła Kai, uprzednio wykonując na niej german suplex.
W kolejnej walce pretendenci Men on a Mission (Mabel i Mo) zawalczyli o WWF World Tag Team Championship, należące do The Quebecers (Jacques’a i Pierre’a). Mistrzowie zaatakowali rywali przed rozpoczęciem walki, ci jednak zdołali wyrównać spotkanie. The Quebecers często używali ruchów drużynowych celem wyrównania walki z dwoma olbrzymami. Men on a Mission zdobyli przewagę, co zmusiło menedżera mistrzów, Johnny’ego Polo, do wyciągnięcia swoich podopiecznych z ringu. Pretendenci wygrali walkę poprzez wyliczenie pozaringowe.
Pierwszym starciem o WWF World Heavyweight Championship był pojedynek między mistrzem Yokozuną a pretendentem Lexem Lugerem. Sędzią specjalnym tej walki był Mr. Perfect, w roli konferansjera obsadzono Donniego Wahlberga, natomiast w gong rozpoczynający walkę uderzyła Rhonda Shear. Po potyczce słownej między zawodnikami Luger wyrzucił Yokozunę z ringu. Po powrocie między liny mistrz rozebrał piankową część jednego z narożników, po czym użył nerve clawu i belly-to-belly supleksu, by osłabić przeciwnika. Próbował uderzyć głową Lugera w odsłoniętą metalową część narożnika, lecz ten skontrował ruch i ostatecznie to głowa Yokozuny wylądowała w narożniku. Luger znokautował mistrza, atakując go przedramieniem z rozbiegu. Menedżerowie Yokozuny, Mr. Fuji oraz Jim Cornette, zaczęli odwracać uwagę pretendenta. Luger wciągnął ich do ringu i zaatakował ich, po czym spróbował przypiąć Yokozunę. Sędzia specjalny zajęty był jednak pobitymi menedżerami; wściekły Luger popchnął Perfecta, a ten w odpowiedzi zdyskwalifikował pretendenta i wyszedł z ringu.

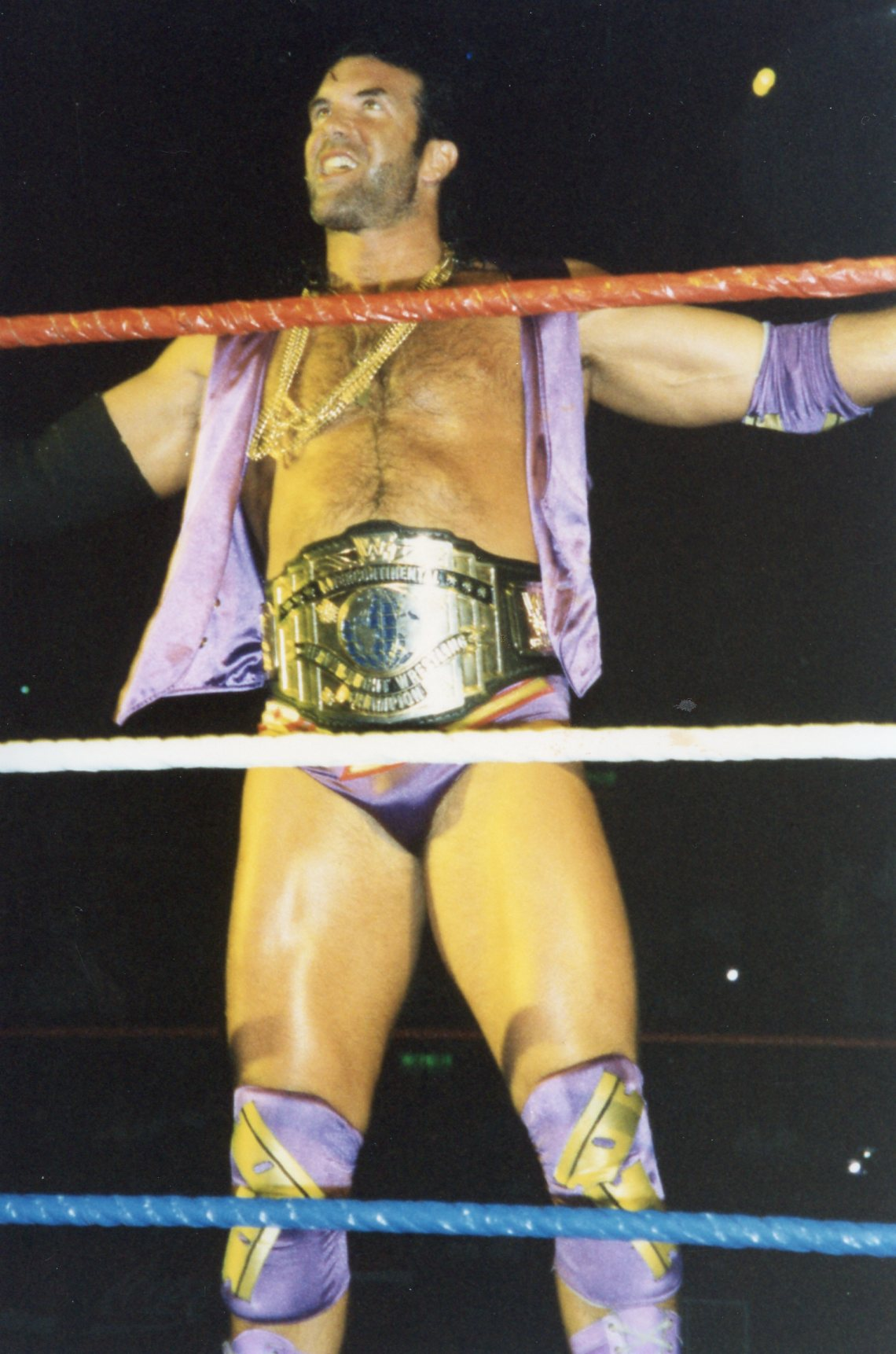
Razor Ramon wygrał Ladder match z Shawnem Michaelsem o mistrzostwo interkontynentalne

Adam Bomb i jego menedżer Harvey Wippleman weszli do ringu przed rozpoczęciem kolejnej walki. Wippleman skrytykował nową fryzurę Howarda Finkela i lekko poturbował konferansjera, wyrywając kieszeń jego garnituru. Przeciwnik Bomba, Earthquake, zaatakował rywala od tyłu, wykonał swój finisher i przypiął go, wygrywając walkę w zaledwie 35 sekund.
Na potrzeby Ladder matchu między Razorem Ramonem a Shawnem Michaelsem, ponad ringiem zawieszono oba pasy mistrzowskie należące do zawodników. Ramon rozpoczął walkę, wykonując chokeslam na Michaelsie; ten odpowiedział neckbreakerem i wyrzuceniem przeciwnika z ringu w stronę Diesla – swojego osobistego ochroniarza. Diesel zaatakował Ramona, co zmusiło sędziego Earla Hebnera do wyrzucenia olbrzyma z okolic ringu na zaplecze. Ramon odsłonił maty na podłodze i próbował wykonać Razor’s Edge, ostatecznie jednak sam padł ofiarą ataku. Podczas gdy Ramon odzyskiwał siły na betonowej podłodze, Michaels wrzucił drabinę do ringu. Próbował wspiąć się po pasy, lecz został powstrzymany przez rywala. Michaels ustawił drabinę w rogu kwadratowego pierścienia, wspiął się na kilka stopni i wykonał słynny splash na Ramonie. Oficjalny mistrz zdołał wyrównać spotkanie; obaj zawodnicy kilkukrotnie próbowali dosięgnąć pasów. Pod koniec walki, Michaels ponownie wspiął się na drabinę, lecz został zrzucony przez przeciwnika. Michaels upadł na liny i zaplątał się w nich, pozwalając Ramonowi na zdjęcie pasów i wygranie miana niekwestionowanego mistrza interkontynentalnego.
Następne w karcie gali miało być dziesięcioosobowe starcie drużynowe, lecz te nie odbyło się z powodu ograniczonego czasu emisji. Bob Holly, jeden z uczestników walki, wyjawił, że oficjele federacji kilkukrotnie próbowali zmusić Michaelsa i Ramona do wcześniejszego zakończenia Ladder matchu, lecz ci całkowicie zignorowali polecenia i kontynuowali walkę. Wymusiło to wycofanie starcia drużynowego z karty. Według improwizowanego scenariusza, walka nie odbyła się, ponieważ drużyna heeli nie potrafiła zdecydować, który z jej członków otrzyma miano kapitana.

### Walka wieczoru
Walką wieczoru WrestleManii X było drugie starcie o WWF World Heavyweight Championship, tym razem między Yokozuną a Bretem Hartem. Sędzią specjalnym pojedynku był „Rowdy” Roddy Piper. Burt Reynolds służył jako konferansjer, natomiast obsługę gongu powierzono w ręce Jennie Garth. Yokozuna zaatakował Harta przed rozpoczęciem walki, lecz pretendent zdołał uniknąć jednego z ciosów i powalił Yokozunę. Jim Cornette próbował odwrócić uwagę Pipera, a ten w odpowiedzi zrzucił menedżera z krawędzi ringu. Yokozuna wykonał leg drop, lecz chwilę później Hart uniknął Avalanche. Yokozuna wkrótce odzyskał prowadzenie; próbował zaatakować Banzai Dropem, jednak utracił równowagę i upadł na matę. Hart wykorzystał okazję i szybko przypiął Yokozunę, wygrywając mistrzostwo.
Galę zakończyło świętowanie Harta w ringu w towarzystwie face’ów federacji: Lexa Lugera, Roddy’ego Pipera, Razora Ramona, Tatanki, 1-2-3 Kida, Sparky Plugga oraz Randy’ego Savage’a. W uczczeniu nowego mistrza udział brali także Burt Reynolds, Rhonda Shear, Donnie Wahlberg, Gorilla Monsoon oraz Vince McMahon. Owen Hart wyszedł zza kulis, lecz jedynie obrzucił brata gniewnym spojrzeniem, po czym z powrotem udał się do szatni.

## Odbiór gali

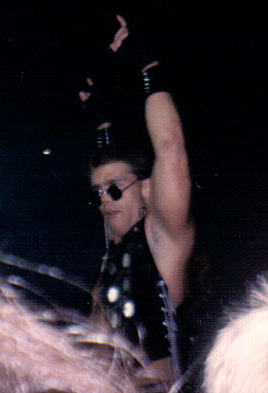
Walka Shawna Michaelsa z Razorem Ramonem otrzymała miano 5-Star Matchu, zdobywając maksymalne pięć gwiazdek magazynu Wrestling Observer

Na widowni gali zasiadło około 19 tys. fanów. Oglądalność w systemie pay-per-view wyniosła rating 1.68, co stanowiło spadek w porównaniu z poprzednią edycją WrestleManii. Gala spotkała się z pozytywnymi opiniami krytyków.
Rob McNew, redaktor serwisu o tematyce sportowej, 411mania.com, przyznał gali 9 punktów w skali dziesięciopunktowej. Stwierdził, że „choć WrestleMania X nie jest uznawana za szczególnie istotną w historii cyklu z powodu ciężkiego okresu dla federacji, to wciąż skopała tyłki”. McNew ocenił walki systemem pięciogwiazdkowym; najwyższe oceny otrzymały od niego walka między braćmi Hart (maksymalne 5 gwiazdek) oraz Ladder match (4¾ gwiazdki), pozostałe walki otrzymały oceny w granicach jednej i dwóch gwiazdek. Redaktor zakończył recenzję stwierdzeniem, że jego zdaniem WrestleMania X mieści się w rankingu pięciu najlepszych gal z cyklu.
Średnia ocen przyznanych przez Wrestling Observer Newsletter Dave’a Meltzera wyniosła 2,44 gwiazdki. Walki zostały ocenione w systemie pięciogwiazdkowym; najlepszą notę otrzymał Ladder match – starcie otrzymało maksymalne pięć gwiazdek. Opener gali otrzymał 4¾ gwiazdki, a za najgorszą walkę WrestleManii X uznano starcie między Lexem Lugerem a Yokozuną – przyznano jej zaledwie pół gwiazdki.
Ladder match Razora Ramona z Shawnem Michaelsem otrzymał miano Najlepszej Walki roku 1994, przyznawanego corocznie przez czytelników Wrestling Observer Newsletter, jak również miano Walki Roku od czasopisma Pro Wrestling Illustrated.

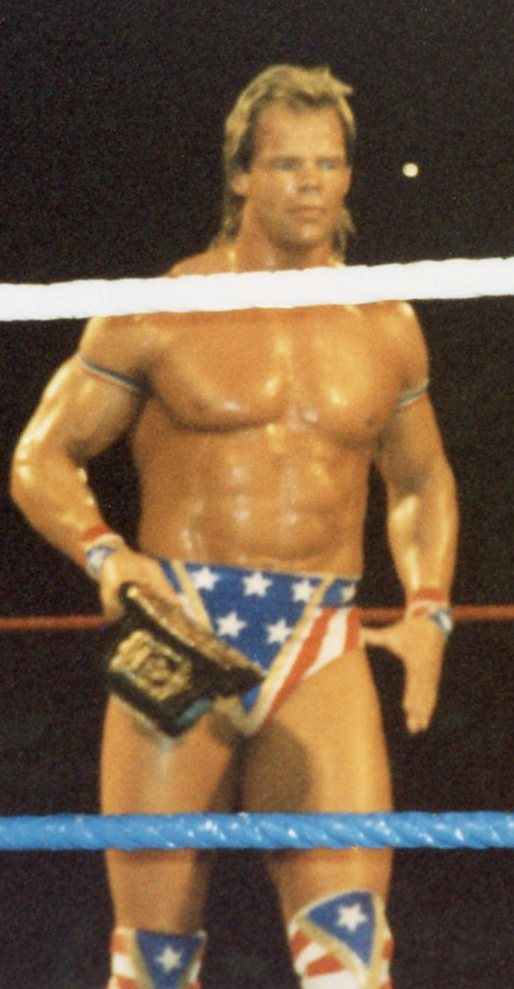
Lex Luger przegrał walkę o WWF World Heavyweight Championship

## Wyniki walk
Wyniki walk na podstawie źródła:.
| Nr                                                                                    | Wyniki | Stypulacje                                                                         | Czas  |
| ------------------------------------------------------------------------------------- | --- | ---------------------------------------------------------------------------------- | ----- |
| 1D                                                                                    | The Heavenly Bodies (Jimmy Del Rey i Tom Prichard) (z Jimem Cornette) pokonali The Bushwhackers (Butcha i Luke’a)                         | Tag Team match                                                                     | 5:47  |
| 2                                                                                     | Owen Hart pokonał Breta Harta | Singles match                                                                      | 20:21 |
| 3                                                                                     | Bam Bam Bigelow i Luna Vachon pokonali Dinka i Doinka                                                                                     | Mixed Tag Team match                                                               | 6:09  |
| 4                                                                                     | Randy Savage pokonał Crusha (z Mr. Fujim)                                                                                                 | Falls Count Anywhere match                                                         | 9:49  |
| 5                                                                                     | Alundra Blayze (c) pokonała Leilani Kai                                                                                                   | Singles match o WWF Women’s Championship                                           | 3:20  |
| 6                                                                                     | Men on a Mission (Mabel i Mo) (z Oscarem) pokonali The Quebecers (Jaquesa i Pierre’a) (c) (z Johnnym Polo) poprzez wyliczenie pozaringowe | Tag Team match o WWF Tag Team Championship                                         | 7:41  |
| 7                                                                                     | Yokozuna (c) (z Jimem Cornette i Mr. Fujim) pokonał Lexa Lugera poprzez dyskwalifikację                                                   | Singles match o WWF Championship z Mr. Perfectem jako sędzią specjalnym            | 14:40 |
| 8                                                                                     | Earthquake pokonał Adama Bomba (z Harveyem Wipplemanem)                                                                                   | Singles match                                                                      | 0:35  |
| 9                                                                                     | Razor Ramon (c) pokonał Shawna Michaelsa (z Dieslem)                                                                                      | Ladder match o niekwestionowane miano posiadacza WWF Intercontinental Championship | 18:47 |
| 10                                                                                    | Bret Hart pokonał Yokozunę (c) (z Jimem Cornette i Mr. Fujim)                                                                             | Singles match o WWF Championship z Roddym Piperem jako sędzią specjalnym           | 10:38 |
| (c) – mistrz/mistrzyni przed walkąD – walka była dark matchem (nietransmitowana w TV) | |                                                                                    |       |